# 谷晃
谷 晃（、1910年〈明治43年〉9月22日 - 1966年〈昭和41年〉8月11日）は、日本の俳優、演出家。本名は道家 巻蔵。大阪府大阪市出身。
後に東宝映画の社長となる俳優兼プロデューサーの田中友幸とは親友の間柄で、同じ俳優の金平軍之助や映画監督の稲垣浩とも親しかった。

## 生涯
大阪市立東商業学校（現・大阪市立東商業高等学校）を卒業後、様々な仕事をこなして貯金を作り、1934年に新響劇場を設立、1936年に大阪協同劇団に加わり舞台俳優として活躍した。1940年に同劇団が解散すると上京し、浅草で軽演劇に出演。1941年に東宝に入社し、同社の劇団部では演出家としても活躍した。芸苑プロダクション、松竹京都撮影所を経て、再び東宝と契約。
1940年には映画『船出は楽し』で念願の初主演を果たし、その後も亡くなるまでの26年間に様々なテレビドラマや東宝を中心とした映画で活躍した。かの黒澤明監督の『七人の侍』にも出演している。主役よりも脇役が多かったが、個性的な演技で名脇役として名を馳せた。その出演数は映画だけでも110本以上に及ぶほどの活躍ぶりで、当時は知名度も抜群の俳優であった。書籍『ゴジラ大百科 [メカゴジラ編]』では、「腹にいちもつある小悪党が得意」と評している。
1966年、東映との専属契約を解消してテレビ俳優として本格的な俳優活動を開始した。しかし、その直後に持病の高血圧による言語障害を発症してしまう。入院や治療を行いながら活動を続けたものの同年8月11日に東京市北多摩郡狛江町覚東の自宅で首吊り自殺を遂げた。55歳没。同年公開の映画『クレージーの無責任清水港』と同年に放送されたテレビ特撮ドラマ『ウルトラQ』などが遺作となってしまった。
自殺の原因は、前述の持病や後遺症による俳優業の伸び悩み、高額な治療費などの借金などが挙げられているが、遺書を遺さなかったため詳しいことは分かっていない。谷は亡くなる前日まで元気に振舞っていたと言い、谷を慕う親友たちは突然の訃報に絶句したと言う。
娘の子（孫、生まれたのは谷の没後の1974年）は落語家の柳亭こみち。

## 主な出演作品

### 映画
- 船出は楽し（1940年、東宝）
- 醉いどれ天使（1948年、東宝） - ヤクザの子分
- ジャコ万と鉄（1949年、東宝） - 牧師
- 暴力の街（1950年） - 峯
- 海賊船（1951年、東宝） - 忍路
- 稲妻草紙（1951年、松竹） - 按摩の徳市
- 治郎吉格子（1951年、松竹） - 琵琶法師
- 港へ来た男（1952年、東宝）
- 生きる（1952年、東宝） - 飲み屋の親爺
- 次郎長三国志シリーズ（東宝） - 桶由の親爺
  - 第一部 次郎長売出す（1952年）
  - 第四部 勢揃い清水港（1953年）
  - 第五部 殴込み甲州路（1953年）
  - 第七部 初祝い清水港（1954年）
- 戦国無頼（1952年、東宝）
- 真空地帯（1952年、新星映画）
- 箱根風雲録（1952年、新星映画）
- 風雲千両船（1952年、東宝） - 男
- 夫婦（1953年、東宝） - 佐藤東五郎
- 妻（1953年、東宝） - 鬼頭
- 蟹工船（1953年、現代ぷろだくしょん）
- プーサン（1953年、東宝） - 新橋の医者
- 天晴れ一番手柄 青春銭形平次（1953年、東宝） - 番卒
- 赤線基地（1953年、東宝） - 商店街の親爺
- さらばラバウル（1954年、東宝） - 清川整備員
- 七人の侍（1954年、東宝） - 斥候
- 坊ちゃん社員（1954年、東宝） - たこ平の親爺
- 落語シリーズ（東宝）
  - 第一話 落語長屋は花ざかり（1954年） - 源兵衛
  - 第二話 夏祭り落語長屋（1954年） - 茂吉
- 晩菊（1954年、東宝）
- 宮本武蔵シリーズ（東宝） - 権六
  - 宮本武蔵（1954年）
  - 続宮本武蔵 一乗寺の決斗（1955年）
- 勢揃い喧嘩若衆（1955年、東映） - 九助
- 浮雲（1955年、東宝） - 信者
- 夫婦善哉（1955年、東宝） - 巳之吉
- 獣人雪男（1955年、東宝） - 大場組A[9][2]
- 生きものの記録（1955年、東宝） - 留置人
- 愛情の決算（1956年、東宝） - 荷主
- 現代の欲望（1956年、東宝） - 銭湯の主人
- 白夫人の妖恋（1956年、東宝） - 油売商人[9]
- 猫と庄造と二人のをんな（1956年、東宝） - 魚屋鯵のとれとれ
- 蜘蛛巣城（1957年、東宝） - 鷲津の親兵
- 大番シリーズ（東宝） - 丑治
  - 大番（1957年）
  - 続大番 風雲篇（1957年）
  - 続々大番 怒濤篇（1957年）
- あらくれ（1957年、東宝） - 雑貨屋主人
- 柳生武芸帳（1957年、東宝） - 箒の又兵衛
- 女殺し油地獄（1957年、東宝） -  白稲荷法師
- 無法松の一生（1958年、東宝） - 虚無僧
- 駅前旅館（1958年、東宝） - 山田紡績所長
- 隠し砦の三悪人（1958年、東宝） - 六郎太に捕えられる足軽
- 裸の大将（1958年、東宝） - 駅弁売り
- 野獣死すべし（1959年、東宝） - アパートの管理人
- 或る剣豪の生涯（1959年、東宝）
- 独立愚連隊（1959年、東宝） - 慰安所立花
- 花嫁さんは世界一（1959年、東宝） - 吉田八兵衛
- 戦国群盗伝（1959年、東宝）
- 日本誕生（1959年、東宝） - 高天原の神[10]
- 人間の條件 第1・2部（1959年、にんじんくらぶ）
- 暗黒街の対決（1960年、東宝） - ボヤキ上戸
- 女が階段を上る時（1960年、東宝） - 不動産ブローカー殿村
- ハワイ・ミッドウェイ大海空戦 太平洋の嵐（1960年、東宝） - 在郷軍人[9]
- 大坂城物語（1961年、東宝） - 米屋の主人
- 野盗風の中を走る（1961年、東宝）
- 用心棒（1961年、東宝） - 丑寅の子分亀
- 続・社長道中記（1961年、東宝） - 番頭
- ゲンと不動明王（1961年、東宝） - 徳平
- 女の座（1962年、東宝） - 周旋屋の主人
- ぶらりぶらぶら物語（1962年、東宝)
- 忠臣蔵 花の巻・雪の巻（1962年、東宝） - 吉良の付人・星八右衛門
- どぶろくの辰（1962年、東宝）
- 国際秘密警察 指令第8号（1963年、東宝） - 水夫
- 士魂魔道 大龍巻（1964年、東宝） - 道具商七兵衛
- モスラ対ゴジラ（1964年、東宝） - 網元[1][2][3]
- 五瓣の椿（1964年、松竹） - 上総屋七造
- いいかげん馬鹿（1964年、松竹） - 蟹屋喜作
- 怪談（1965年、東宝） - 漁師2[11]
- けものみち（1965年、東宝） - 深見の使いの男
- 大阪ど根性物語 どえらい奴（1965年、東映） - 中政
- クレージー映画（東宝）
  - 日本一のゴマすり男（1965年） - 漁師
  - クレージーの無責任清水港（1966年） - 囚人

### テレビドラマ
- 宮本武蔵（1957年）
- のり平の喜劇教室 かけもち社員（1957年）
- 新大岡政談 第1話「かどでの日」（1958年）
- あかね（1959年）
- 瞼の母（1959年）
- 失敗（1959年）
- 自由をおいらに（1959年）
- 自由を俺らに（1959年）
- 多甚古村（1960年）
- 脱走（1960年）
- 坊つちやん（1960年） - 野だいこ
- 松本清張シリーズ・黒い断層第6・7話「恐喝者」（1960年、KR）
- 卑怯者（1960年）
- これが真実だ 第33話「葛飾北斎」（1960年）
- 夫婦百景（NTV）
  - 第127話「お荷物亭主」（1960年）
  - 第132話「果報者亭主」（1960年）
  - 第153話「相惚れ夫婦」（1961年）
  - 第163話「偏屈なる亭主」（1961年）
  - 第309・310話「銀座糞尿譚」（1964年）
- 女の四季 第29話「花と巫女さん」（1960年）
- 街の隅っこ（1960年）
- はみだし十郎（1960年 - 1961年）
- 裸の家族（1960年）
- 名勝負物語
  - 第9〜11話「二人の王将」（1960年）
  - 第17・18話「本因坊物語」（1961年）
- ぼろと宝石（1960年）
- ここに人あり 第165話「村のよろず苦情処理係」（1961年）
- こわれた瓶（1961年）
- 投資夫人（1961年）
- アメリカ部落（1961年）
- 国士無双（1961年）
- がめつい奴
- 浮気とシャックリ（1965年）
- ウルトラQ 第2話「五郎とゴロー」（1966年、TBS） - 村人
- 石になるまで……（1966年）
- 泣いてたまるか

### 舞台
- 第二の人生（1940年、新築地劇団） - 忠作[12]